# Comuna Polișpakove, Velîka Mîhailivka
Petrivske (în ucraineană Петрівське) este o comună în raionul Velîka Mîhailivka, regiunea Odesa, Ucraina, formată din satele Kozakove, Nalîvaikove și Polișpakove (reședința).

## Demografie
Componența lingvistică a comunei Petrivske
     Ucraineană (86,1%)
     Română (6,48%)
     Rusă (3,64%)
     Alte limbi (0,53%)
Conform recensământului din 2001, majoritatea populației comunei Petrivske era vorbitoare de ucraineană (86,1%), existând în minoritate și vorbitori de română (6,48%), rusă (3,64%) și armeană (3,24%).